# Entoloma engadinum
Entoloma engadinum är en svampart som tillhör divisionen basidiesvampar, och som först beskrevs av Egon Horak, och fick sitt nu gällande namn av Machiel Evert ("Chiel") Noordeloos. Entoloma engadinum ingår i släktet Entoloma, och familjen Entolomataceae. Arten har ej påträffats i Sverige.